# Statele Golfului Persic

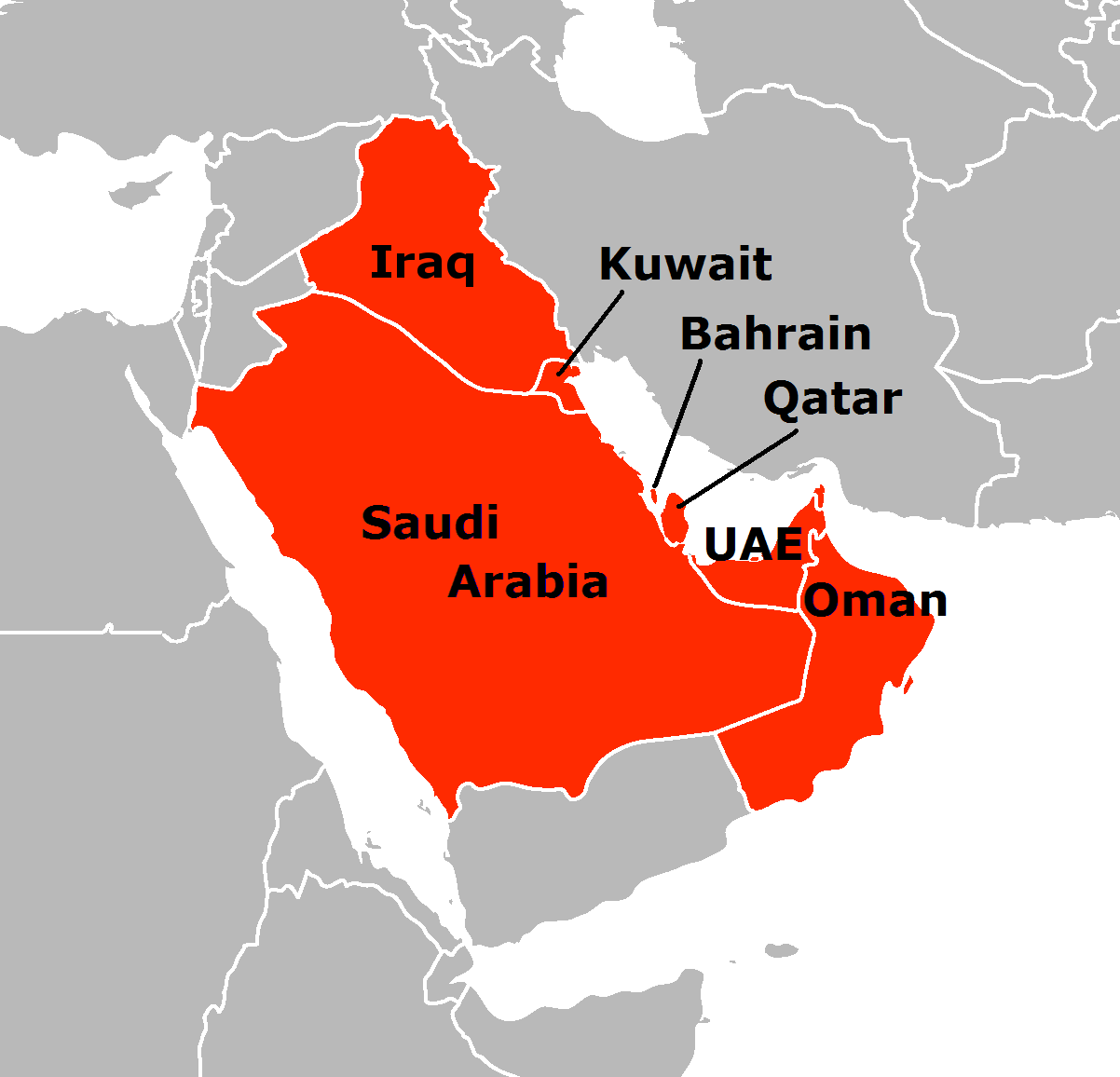
Statele Golfului Persic

Statele Golfului Persic/arabia sunt statele arabe care se învecinează cu Golful Persic, și anume Kuweit, Irak, Bahrain, Oman, Qatar, Arabia Saudită și Emiratele Arabe Unite (EAU). Majoritatea acestor țări sunt membre ale Consiliului de cooperare ale statelor arabe din Golf (Consiliul de Cooperare al Golfului). Din punct de vedere geografic, Statele Golfului Persic se află în fosta Arabie orientală.